# Teodebald (majordom de palau)
Teodebald, Teodobald o Teodald (vers 708 † 741 ?) fou un fill il·legítim de Grimoald II; fou majordom de palau d'Austràsia, de Nèustria i de Borgonya de 714 a 717.

## Filiació
Segons el Líber Historiae Francorum, era fill il·legítim de Grimoald II: 
| « | Grimoald va engendrar un fill anomenat Theudoald d'una concubina ... Grimoald va prendre com a esposa Theudesinda, filla de Radbod, duc dels gentils. | » |

 Aquest text és sense ambigüitat sobre el naixement il·legítim de Teodebald o Teodobald, que ho data de l'any de la mort de Drogó, o sigui el 708, mentre que els Chronicon Moissaciense col·loca el matrimoni del seu pare el 711. També la proposició de certs historiadors que, sobre la base de l'onomàstica, fan de Teudesinda la mare de Teodebald, és altament improbable.

## Biografia
El seu pare fou assassinat l'abril del 714 per un frisó i el seu avi Pipí el va designar com a hereu de totes les seves possessions i els seus càrrec de majordom de palau. Teodobald tenia llavors aproximadament 6 anys. Pipí d'Héristal va morir el 16 de desembre del 714 i l'hereu va esdevenir majordom de palau dels tres regnes francs, sota la regència de la seva àvia Plectruda.
Un any més tard, a la tardor del 715, Dagobert III, el rei que Pipí d'Héristal havia col·locat sobre el tron, va morir. Els neustris, sota la direcció de Ragenfrid, decidiren sacsejar-se de la tutela austrasiana i van col·locar sobre el tron al rei Khilperic II, el qual va designar a Ragenfrid com a majordom del palau de Nèustria. Com Plectruda es va negar a reconèixer aquesta presa de poder, Ragenfrid va conduir l'exèrcit de Nèustria contra Austràsia i va derrotar a Plectruda el 715 al bosc de Compiègne. Ragenfrid es va apoderar dels tresors de Plectruda, abandonats al final de la batalla. Després va proclamar Khilperic igualment com a rei d'Austràsia, es va aliar amb Radbod, duc dels frisons, i va atacar l'Austràsia. És en aquest moment que Carles Martell va aconseguir el control i reagrupar partidaris per rebutjar els neustris. Després d'un primer fracàs, va parar amb èxit una emboscada a Amblève als neustris, i després els va derrotar a Vinchy el 28 de maig del 717. Des de llavors fou acceptat pels austrasians com el seu cap, i va obligar a Plectruda i Teodobald a renunciar al poder; va confiscar els béns de Plectruda i la va tancar a un convent a Colònia.

La continuació de la vida de Teodobald és incerta. Els Annals Mettenses afirmen que 
| « | poc després va acabar la seva vida innocent | » |

. Tanmateix Carles Martell va efectuar el 723 una donació a Utrecht i, entre els testimonis presents i figura un Thiedoldi, nepoti eius. No tenint Carles més de trenta anys, el sentit possible de népos és nebot i l'únic nebot conegut de Carles Martell és l'antic alcalde del palau. L'afirmació dels Annals Mettenses podria ser deguda que el seu autor, cent anys després, no hagués trobat cap menció de Teodebald després del 717 i n'hagués conclòs la seva defunció. No sembla haver participat en la conspiració organitzada el 723 pel seu cosí Arnulf, però els cosins potser estaven barallats: Pipí d'Héristal havia escollit a Teodebald en detriment d'Arnulf, que era fill del fill gran.
El 741, després de la mort de Carles Martell, els seus dos fills Pipí I el Breu i Carloman van fer matar un Teodebald, que no pot ser un Teodebald, duc d'Alamània († 744), ni Teodebald, duc de Baviera 711–719 († 732), ni Teodebald, duc de Turiíngia († començament del segle VIII). Es podria tractar molt bé del seu cosí germà, del qual podrien témer les ambicions aprofitant els trastorns que van seguir la mort de Carles.

## Genealogia
| Plectruda | Plectruda | Plectruda                     | Plectruda                     | Plectruda                     | Plectruda                     |                               |                               |  |  |                                       |                                       |                                       |                                       |                                       |                                       | Pipí d'Héristal (v.645 † 714) majordom de palau | Pipí d'Héristal (v.645 † 714) majordom de palau | Pipí d'Héristal (v.645 † 714) majordom de palau | Pipí d'Héristal (v.645 † 714) majordom de palau | Pipí d'Héristal (v.645 † 714) majordom de palau | Pipí d'Héristal (v.645 † 714) majordom de palau |                                             |                                             |                                    |                                    |                                                   |                                                   |                                                   |                                                   |                                                   |                                                   | Alpaïda                              | Alpaïda                              | Alpaïda                              | Alpaïda                              | Alpaïda | Alpaïda |  |  |
| Plectruda | Plectruda | Plectruda                     | Plectruda                     | Plectruda                     | Plectruda                     |                               |                               |  |  |                                       |                                       |                                       |                                       |                                       |                                       | Pipí d'Héristal (v.645 † 714) majordom de palau | Pipí d'Héristal (v.645 † 714) majordom de palau | Pipí d'Héristal (v.645 † 714) majordom de palau | Pipí d'Héristal (v.645 † 714) majordom de palau | Pipí d'Héristal (v.645 † 714) majordom de palau | Pipí d'Héristal (v.645 † 714) majordom de palau |                                             |                                             |                                    |                                    |                                                   |                                                   |                                                   |                                                   |                                                   |                                                   | Alpaïda                              | Alpaïda                              | Alpaïda                              | Alpaïda                              | Alpaïda | Alpaïda |  |  |
|           |           |                               |                               |                               |                               |                               |                               |  |  |                                       |                                       |                                       |                                       |                                       |                                       |                                                 |                                                 |                                                 |                                                 |                                                 |                                                 |                                             |                                             |                                    |                                    |                                                   |                                                   |                                                   |                                                   |                                                   |                                                   |                                      |                                      |                                      |                                      |         |         |  |  |
|           |           |                               |                               |                               |                               |                               |                               |  |  |                                       |                                       |                                       |                                       |                                       |                                       |                                                 |                                                 |                                                 |                                                 |                                                 |                                                 |                                             |                                             |                                    |                                    |                                                   |                                                   |                                                   |                                                   |                                                   |                                                   |                                      |                                      |                                      |                                      |         |         |  |  |
|           |           | Drogó († 708) duc de Xampanya | Drogó († 708) duc de Xampanya | Drogó († 708) duc de Xampanya | Drogó († 708) duc de Xampanya | Drogó († 708) duc de Xampanya | Drogó († 708) duc de Xampanya |  |  | Grimoald II († 714) majordom de palau | Grimoald II († 714) majordom de palau | Grimoald II († 714) majordom de palau | Grimoald II († 714) majordom de palau | Grimoald II († 714) majordom de palau | Grimoald II († 714) majordom de palau |                                                 |                                                 | Teudesinda filla de Radbod duc dels frisons     | Teudesinda filla de Radbod duc dels frisons     | Teudesinda filla de Radbod duc dels frisons     | Teudesinda filla de Radbod duc dels frisons     | Teudesinda filla de Radbod duc dels frisons | Teudesinda filla de Radbod duc dels frisons |                                    |                                    | Carles Martell (vers 688 † 741) majordom de palau | Carles Martell (vers 688 † 741) majordom de palau | Carles Martell (vers 688 † 741) majordom de palau | Carles Martell (vers 688 † 741) majordom de palau | Carles Martell (vers 688 † 741) majordom de palau | Carles Martell (vers 688 † 741) majordom de palau |                                      |                                      |                                      |                                      |         |         |  |  |
|           |           | Drogó († 708) duc de Xampanya | Drogó († 708) duc de Xampanya | Drogó († 708) duc de Xampanya | Drogó († 708) duc de Xampanya | Drogó († 708) duc de Xampanya | Drogó († 708) duc de Xampanya |  |  | Grimoald II († 714) majordom de palau | Grimoald II († 714) majordom de palau | Grimoald II († 714) majordom de palau | Grimoald II († 714) majordom de palau | Grimoald II († 714) majordom de palau | Grimoald II († 714) majordom de palau |                                                 |                                                 | Teudesinda filla de Radbod duc dels frisons     | Teudesinda filla de Radbod duc dels frisons     | Teudesinda filla de Radbod duc dels frisons     | Teudesinda filla de Radbod duc dels frisons     | Teudesinda filla de Radbod duc dels frisons | Teudesinda filla de Radbod duc dels frisons |                                    |                                    | Carles Martell (vers 688 † 741) majordom de palau | Carles Martell (vers 688 † 741) majordom de palau | Carles Martell (vers 688 † 741) majordom de palau | Carles Martell (vers 688 † 741) majordom de palau | Carles Martell (vers 688 † 741) majordom de palau | Carles Martell (vers 688 † 741) majordom de palau |                                      |                                      |                                      |                                      |         |         |  |  |
|           |           |                               |                               |                               |                               |                               |                               |  |  |                                       |                                       |                                       |                                       |                                       |                                       |                                                 |                                                 |                                                 |                                                 |                                                 |                                                 |                                             |                                             |                                    |                                    |                                                   |                                                   |                                                   |                                                   |                                                   |                                                   |                                      |                                      |                                      |                                      |         |         |  |  |
|           |           |                               |                               |                               |                               |                               |                               |  |  |                                       |                                       |                                       |                                       |                                       |                                       |                                                 |                                                 |                                                 |                                                 |                                                 |                                                 |                                             |                                             |                                    |                                    |                                                   |                                                   |                                                   |                                                   |                                                   |                                                   |                                      |                                      |                                      |                                      |         |         |  |  |
|           |           | Arnulf († 723) duc            | Arnulf († 723) duc            | Arnulf († 723) duc            | Arnulf († 723) duc            | Arnulf († 723) duc            | Arnulf († 723) duc            |  |  | Teodebald († 741) majordom de palau   | Teodebald († 741) majordom de palau   | Teodebald († 741) majordom de palau   | Teodebald († 741) majordom de palau   | Teodebald († 741) majordom de palau   | Teodebald († 741) majordom de palau   |                                                 |                                                 |                                                 |                                                 |                                                 |                                                 | Carloman († 755) majordom de palau          | Carloman († 755) majordom de palau          | Carloman († 755) majordom de palau | Carloman († 755) majordom de palau | Carloman († 755) majordom de palau                | Carloman († 755) majordom de palau                |                                                   |                                                   | Pipí el Breu († 768) rei dels Francs              | Pipí el Breu († 768) rei dels Francs              | Pipí el Breu († 768) rei dels Francs | Pipí el Breu († 768) rei dels Francs | Pipí el Breu († 768) rei dels Francs | Pipí el Breu († 768) rei dels Francs |         |         |  |  |